# Inga maritima
Inga maritima é uma espécie vegetal da família Fabaceae.
Apenas pode ser encontrada no Brasil.